# Antoni z Antiochii
Antoni z Antiochii, również Antoni z Egiptu cs. Swiaszczennomuczenik Antonij Jegipietskij (zm. ok. 302 lub 313) – kapłan, umęczony w Antiochii w Syrii za czasów Dioklecjana, lub co bardziej prawdopodobne w Antinoopolis w Egipcie, święty Kościoła katolickiego i prawosławnego.
O jego istnieniu wiadomo z życia św. Juliana Egipskiego.
Podczas prześladowań chrześcijan został osadzony w więzieniu, podobnie, jak św. Julian, który dawał schronienie kapłanom. Kiedy Kelsos (łac. Celsus), prawdopodobnie pogański syn namiestnika Marcjana, uwierzył w Jezusa po wskrzeszeniu poganina przez św. Juliana, również jego matka Marcjanilla (Marcionilla), będąca świadkiem tego wydarzenia, porzuciła pogaństwo. Wszystkich troje ochrzcił Antoni, a poganin przyjął imię Anastazy. Wkrótce wszyscy pięcioro zostali ścięci mieczem, a wraz z nimi śmierć ponieśli nawróceni przez św. Juliana żołnierze rzymscy.
Ich wspomnienie liturgiczne w Kościele katolickim obchodzone jest za Martyrologium Rzymskim 9 stycznia.
Cerkiew prawosławna wspomina męczenników 8/21 stycznia za łac. Greek Menaea, tj. 21 stycznia według kalendarza gregoriańskiego.